# كارل ريس
كارل ريس (بالإنجليزية: Carl Reese)‏ هو مدرب رياضي أمريكي، ولد في عقد 1940.